# Saison 2011 de l'équipe cycliste Katusha
La saison 2011 de l'équipe cycliste Katusha est la troisième de cette équipe, lancée en 2007.

## Préparation de la saison 2011

### Arrivées et départs
| Arrivées              | Équipe 2010           |
| --------------------- | --------------------- |
| Arkimedes Arguelyes   | Itera-Katusha         |
| Danilo Di Luca        | retour de suspension  |
| Leif Hoste            | Omega Pharma-Lotto    |
| Petr Ignatenko        | Itera-Katusha         |
| Vladimir Isaychev     | Xacobeo Galicia       |
| Aliaksandr Kuschynski | Liquigas-Doimo        |
| Alberto Losada        | Caisse d'Épargne      |
| Alexander Mironov     | Itera-Katusha         |
| Daniel Moreno         | Omega Pharma-Lotto    |
| Luca Paolini          | Acqua & Sapone        |
| Alexander Porsev      | Itera-Katusha         |
| Yury Trofimov         | BBox Bouygues Telecom |

| Départs             | Équipe 2011               |
| ------------------- | ------------------------- |
| Marco Bandiera      | Quick Step                |
| László Bodrogi      | Type 1-Sanofi Aventis     |
| Alexandre Botcharov | retraite                  |
| Nikita Eskov        |                           |
| Mikhaylo Khalilov   |                           |
| Kim Kirchen         |                           |
| Sergueï Klimov      |                           |
| Timofey Kritskiy    | Itera-Katusha             |
| Luca Mazzanti       | Farnese Vini-Neri Sottoli |
| Robbie McEwen       | RadioShack                |
| Danilo Napolitano   | Acqua & Sapone            |
| Evgueni Petrov      | Astana                    |

## Coureurs et encadrement technique

### Effectif
| Cycliste              | Date de naissance | Nationalité | Équipe 2010           |
| --------------------- | ----------------- | ----------- | --------------------- |
| Arkimedes Arguelyes   | 9 juillet 1988    | Russie      | Itera-Katusha         |
| Pavel Brutt           | 29 janvier 1982   | Russie      | Katusha               |
| Giampaolo Caruso      | 15 août 1980      | Italie      | Katusha               |
| Danilo Di Luca        | 2 janvier 1976    | Italie      | Retour de suspension  |
| Denis Galimzyanov     | 7 mars 1987       | Russie      | Katusha               |
| Vladimir Gusev        | 4 juillet 1982    | Russie      | Katusha               |
| Joan Horrach          | 27 mars 1974      | Espagne     | Katusha               |
| Leif Hoste            | 17 juillet 1977   | Belgique    | Omega Pharma-Lotto    |
| Petr Ignatenko        | 27 septembre 1987 | Russie      | Itera-Katusha         |
| Mikhail Ignatiev      | 7 mai 1985        | Russie      | Katusha               |
| Vladimir Isaychev     | 21 avril 1986     | Russie      | Xacobeo Galicia       |
| Sergueï Ivanov        | 5 mars 1975       | Russie      | Katusha               |
| Vladimir Karpets      | 20 septembre 1980 | Russie      | Katusha               |
| Alexandr Kolobnev     | 4 mai 1981        | Russie      | Katusha               |
| Aliaksandr Kuschynski | 27 octobre 1979   | Biélorussie | Liquigas-Doimo        |
| Alberto Losada        | 28 février 1982   | Espagne     | Caisse d'Épargne      |
| Alexander Mironov     | 22 janvier 1984   | Russie      | Itera-Katusha         |
| Daniel Moreno         | 5 septembre 1981  | Espagne     | Omega Pharma-Lotto    |
| Artem Ovechkin        | 11 juillet 1986   | Russie      | Katusha               |
| Luca Paolini          | 17 janvier 1977   | Italie      | Acqua & Sapone        |
| Alexandr Pliuschin    | 13 janvier 1987   | Moldavie    | Katusha               |
| Alexander Porsev      | 21 février 1986   | Russie      | Itera-Katusha         |
| Filippo Pozzato       | 10 septembre 1981 | Italie      | Katusha               |
| Joaquim Rodríguez     | 12 mai 1979       | Espagne     | Katusha               |
| Egor Silin            | 25 juin 1988      | Russie      | Katusha               |
| Yury Trofimov         | 26 janvier 1984   | Russie      | BBox Bouygues Telecom |
| Nikolay Trusov        | 2 juillet 1985    | Russie      | Katusha               |
| Stijn Vandenbergh     | 25 avril 1984     | Belgique    | Katusha               |
| Maxime Vantomme       | 8 mars 1986       | Belgique    | Katusha               |
| Eduard Vorganov       | 7 décembre 1982   | Russie      | Katusha               |

## Bilan de la saison

### Victoires
| Date       | Course                                    | Pays        | Classe | Vainqueur             |
| ---------- | ----------------------------------------- | ----------- | ------ | --------------------- |
| 27/02/2011 | Classica Sarda Sassari-Cagliari           | Italie      | 1.1    | Pavel Brutt           |
| 30/03/2011 | 2e étape des Trois Jours de La Panne      | Belgique    | 2.HC   | Denis Galimzyanov     |
| 04/04/2011 | 1re étape du Tour du Pays basque          | Espagne     | WT     | Joaquim Rodríguez     |
| 27/04/2011 | 1re étape du Tour de Romandie             | Suisse      | WT     | Pavel Brutt           |
| 02/06/2011 | 1re étape du Tour de Luxembourg           | Luxembourg  | 2.HC   | Denis Galimzyanov     |
| 11/06/2011 | 6e étape du Critérium du Dauphiné         | France      | WT     | Joaquim Rodríguez     |
| 12/06/2011 | 7e étape du Critérium du Dauphiné         | France      | WT     | Joaquim Rodríguez     |
| 23/06/2011 | Championnat de Moldavie sur route         | Moldavie    | CN     | Alexandr Pliuschin    |
| 24/06/2011 | Championnat de Russie du contre-la-montre | Russie      | CN     | Mikhail Ignatiev      |
| 26/06/2011 | Championnat de Russie sur route           | Russie      | CN     | Pavel Brutt           |
| 26/06/2011 | Championnat de Biélorussie sur route      | Biélorussie | CN     | Aliaksandr Kuschynski |
| 04/08/2011 | 2e étape du Tour de Burgos                | Espagne     | 2.HC   | Joaquim Rodríguez     |
| 06/08/2011 | 4e étape du Tour de Burgos                | Espagne     | 2.HC   | Daniel Moreno         |
| 07/08/2011 | Classement général du Tour de Burgos      | Espagne     | 2.HC   | Joaquim Rodríguez     |
| 23/08/2011 | 4e étape du Tour d'Espagne                | Espagne     | WT     | Daniel Moreno         |
| 24/08/2011 | 5e étape du Tour d'Espagne                | Espagne     | WT     | Joaquim Rodríguez     |
| 27/08/2011 | 8e étape du Tour d'Espagne                | Espagne     | WT     | Joaquim Rodríguez     |
| 10/09/2011 | Paris-Bruxelles                           | Belgique    | 1.HC   | Denis Galimzyanov     |
| 09/10/2011 | 5e étape du Tour de Pékin                 | Chine       | WT     | Denis Galimzyanov     |
| 09/10/2011 | Grand Prix Bruno Beghelli                 | Italie      | 1.1    | Filippo Pozzato       |
| 13/10/2011 | Tour du Piémont                           | Italie      | 1.HC   | Daniel Moreno         |
| 15/10/2011 | 4e étape du Herald Sun Tour               | Australie   | 2.1    | Egor Silin            |

### Résultats sur les courses majeures
Les tableaux suivants représentent les résultats de l'équipe dans les principales courses du calendrier international (les cinq classiques majeures et les trois grands tours). Pour chaque épreuve est indiqué le meilleur coureur de l'équipe, son classement ainsi que les accessits glanés par Katusha sur les courses de trois semaines.

#### Classiques
| Classique            | Milan-San Remo       | Tour des Flandres     | Paris-Roubaix        | Liège-Bastogne-Liège    | Tour de Lombardie      |
| -------------------- | -------------------- | --------------------- | -------------------- | ----------------------- | ---------------------- |
| Coureur (classement) | Filippo Pozzato (5e) | Filippo Pozzato (38e) | Aucun coureur classé | Alexandr Kolobnev (11e) | Joaquim Rodríguez (3e) |

#### Grands tours
| Grand tour           | Tour d'Italie          | Tour de France       | Tour d'Espagne                                                |
| -------------------- | ---------------------- | -------------------- | ------------------------------------------------------------- |
| Coureur (classement) | Joaquim Rodríguez (4e) | Vladimir Gusev (23e) | Daniel Moreno (9e)                                            |
| Accessits            | -                      | -                    | 3 victoires d'étapes (Joaquim Rodríguez (2) et Daniel Moreno) |

### Classement UCI
L'équipe Katusha termine à la onzième place du World Tour avec 632 points. Ce total est obtenu par l'addition des points des cinq meilleurs coureurs de l'équipe au classement individuel que sont Joaquim Rodríguez, 3e avec 446 points, Daniel Moreno, 60e avec 80 points, Filippo Pozzato, 86e avec 50 points, Pavel Brutt, 111e avec 26 points, et Denis Galimzyanov, 121e avec 23 points,.
| Rang | Coureur           | Points |
| ---- | ----------------- | ------ |
| 3    | Joaquim Rodríguez | 446    |
| 60   | Daniel Moreno     | 80     |
| 86   | Filippo Pozzato   | 50     |
| 111  | Pavel Brutt       | 26     |
| 121  | Denis Galimzyanov | 23     |
| 172  | Danilo Di Luca    | 5      |
| 192  | Giampaolo Caruso  | 2      |
| 201  | Artem Ovechkin    | 2      |
| 203  | Mikhail Ignatiev  | 2      |
| 214  | Alberto Losada    | 1      |
| 222  | Vladimir Isaychev | 1      |
| 227  | Alexander Porsev  | 1      |